# Али (Италия)
Али́ (итал. Alì) — коммуна в Италии, располагается в области Сицилия, в провинции Мессина.
Население составляет 933 человека (2008 г.), плотность населения составляет 58 чел./км². Занимает площадь 16 км². 
Почтовый индекс — 98020. Телефонный код — 0942.
Покровителем населённого пункта считается святая Агата, празднование 5 февраля.

## Демография
Динамика населения:

## Администрация коммуны
- Официальный сайт: http://www.comunediali.it/ Архивная копия от 23 января 2010 на Wayback Machine